# Owain Fôn Williams
Pour les articles homonymes, voir Owen et Williams.
Owain Fôn Williams, né le 17 mars 1987 à Penygroes, Gwynedd, est un footballeur international gallois qui évolue au poste de gardien de but à Hamilton Academical.

## Biographie

### En club
Le 16 juillet 2015, il rejoint le club d'Inverness Caledonian Thistle. Avec cette équipe, il participe à la Ligue Europa.
Le 14 juin 2019, il rejoint Hamilton Academical.

### En équipe nationale
Il dispute son premier match international le 13 novembre 2015 contre les Pays-Bas en amical.